# Bagration-Brücke
Die Bagrationbrücke (russisch Мост Багратион Most Bagration) ist eine zweigeschossige, überdachte Fußgängerbrücke über die Moskwa in Moskau. Die im September 1997 fertiggestellte 214 Meter lange Brücke befindet sich 4 Kilometer westlich des Moskauer Zentrums und ist Teil des neuen Geschäftsviertel Moskau City. Sie ist nach dem Feldherrn Pjotr Iwanowitsch Bagration benannt, der sich im Russisch-Französischen Krieg von 1812 in der Schlacht bei Borodino verdient machte.
Die Brücke verbindet das 34-stöckige Bürogebäude Tower 2000 (russ. Башня 2000) an der Ausfallstraße Kutusowski-Prospekt mit dem Geschäftsviertel Moskau City am rechten Ufer der Moskwa. Nahe der Brücke befindet sich am linken Ufer eine Anlegestelle für Ausflugsschiffe. Die Metrostation Wystawotschnaja (Выставочная) (ehemals Delowoi Zentr (Деловой центр)) befindet sich beim nördlichen Ende der Brücke. Der überdachte direkte Zugang von der Metrostation zur Brücke ist seit Oktober 2007 wegen Umbauarbeiten bis auf weiteres geschlossen.
Die 16 Meter breite und 14 Meter hohe Brücke wurde von dem Architekten Boris Tchor (Борис Тхор) entworfen. Sie besteht aus einem Fachwerkträger, an dem die beiden Stockwerke aufgehängt sind. Das Bauwerk in Beton und Glas enthält in der unteren vollständig verglasten Ebene eine Einkaufspassage mit mehreren Dutzend kleinerer Geschäfte, Cafés und Restaurants, in der oberen nur teilweise verglasten Ebene eine Aussichtsplattform. Die Brücke ist mit vier Fahrsteigen von ThyssenKrupp ausgerüstet.